# Гнилица (Ахтырский район)
Гнилица (укр. Гнилиця) — село, Гнилицкий сельский совет, Ахтырский район, 
Сумская область, Украина.
Код КОАТУУ — 5920381701. Население по переписи 2001 года составляет 288 человек .
Является административным центром Гнилицкого сельского совета, в который, кроме того, входит село Молодецкое.

## Географическое положение
Село Гнилица находится на правом берегу реки Грунь, выше по течению на расстоянии в 1,5 км расположено село Ясеновое, ниже по течению на расстоянии в 1 км расположено село Пластюки. По селу протекает пересыхающий ручей с несколькими запрудами.

## Экономика
- «Мрия-1», сельскохозяйственное ООО.